# Daniel Boulanger
Daniel Boulanger (* 24. Januar 1922 in Compiègne; † 27. Oktober 2014 in Senlis) war ein französischer Drehbuchautor, Schauspieler und Schriftsteller.

## Leben
Daniel Boulanger war von 1983 bis 2008 Mitglied der literarischen Organisation Académie Goncourt. Seine Karriere im Filmgeschäft begann er in den 1960er Jahren als Drehbuchautor. Danach war er an über 40 Filmen beteiligt und bisweilen auch in kleineren Rollen als Schauspieler zu sehen. Sein bekanntester Auftritt war der des Tenors und Nachbarn von Claude Jade und Jean-Pierre Léaud in François Truffauts Tisch und Bett.
Für das Drehbuch zu dem Film Abenteuer in Rio war Boulanger 1965 zusammen mit Jean-Paul Rappeneau, Ariane Mnouchkine und Philippe de Broca in der Kategorie Bestes Originaldrehbuch für einen Oscar nominiert.

## Filmografie (Auswahl)
Darsteller
- 1960: Liebesspiele (Les Jeux de l’amour)
- 1960: Außer Atem (À bout de souffle)
- 1960: Schießen Sie auf den Pianisten (Tirez sur le pianiste)
- 1962: Das Auge des Bösen (L'Œil du Malin)
- 1967: Die Braut trug schwarz (La Mariée était en noir) – auch Drehbuch
- 1970: Tisch und Bett (Domicile conjugal) – auch Drehbuch
- 1974: Ein Leben lang (Toute une vie)

Drehbuch
- 1959: Liebesspiele (Les jeux de l‘amour)
- 1960: Brennende Haut (La récréation)
- 1960: Die Spur führt nach Caracas (Le bal des éspions)
- 1960: Liebhaber für fünf Tage (L’amant de cinq jours)
- 1960: Wo bleibt die Moral, mein Herr? (Le farceur)
- 1961: Der Liftboy vom Palasthotel (Le petit garçon de l‘ascenseur)
- 1961: Die sieben Todsünden (Les sept péchés capitaux)
- 1961: Liebhaber für fünf Tage (L’Amant de cinq jours)
- 1962: Cartouche, der Bandit (Cartouche)
- 1963: Fünf Glückspilze (Les veinards)
- 1964: Abenteuer in Rio (L’Homme de Rio)
- 1964: Angélique (Angélique, marquise des anges)
- 1965: Angélique, 2. Teil (Merveilleuse Angélique)
- 1965: Die tollen Abenteuer des Monsieur L. (Les Tribulations d’un chinois en Chine)
- 1965: Auch große Scheine können falsch sein (Monnaie de singe)
- 1965: M.C. contra Dr. KHA (Marie-Chantal contre le docteur Kha), mit Claude Chabrol und Christian Yve
- 1966: Leben im Schloß (La vie de château)
- 1966: Herzkönig (Le Roi de cœur)
- 1967: Der Dieb von Paris (Le voleur)
- 1967: Das älteste Gewerbe der Welt (Le plus vieux métier du monde)
- 1967: Die Straße von Korinth (La route de Corinthe)
- 1969: Pack den Tiger schnell am Schwanz (Le diable par la queue)
- 1970: Wenn Marie nur nicht so launisch wär’ (Les caprices de Marie)
- 1971: Das Haus unter den Bäumen (La maison sous les arbres)
- 1971: Musketier mit Hieb und Stich (Les Mariés de l’An II)
- 1971: Petroleum-Miezen (Les Pétroleuses)
- 1972: Nur eine Frage der Zeit (Pas folle la guêpe)
- 1973: Endstation Schafott (Deux hommes dans la ville)
- 1973: Die Affäre Dominici (L’affaire Dominci)
- 1976: Police Python 357
- 1976: Die getreue Frau (La femme fidèle)
- 1977: Lohn der Giganten (La menace)
- 1980: Traumpferd (Le cheval d‘orgueil)
- 1988: Chouans! – Revolution und Leidenschaft (Chouans!)
- 1989: Die Französische Revolution (La révolution française)

Musik
- 1968: Außergewöhnliche Geschichten (Histoires extraordinaires)